# Zasoby programu
Zasoby programu (ang. resources) – część pliku wykonywalnego lub biblioteki DLL w środowisku Windows.
Pliki wykonywalne i biblioteki są podzielone na 2 segmenty: kod i dane (zasoby). W segmencie danych (zasobów) można umieścić następujące elementy:
- dane nt. interfejsu użytkownika (rozmiar, kolejność, rozmieszczenie, położenie itp.):
  - okna dialogowe
  - menu
- łańcuchy znaków
- kursory (również animowane)
- ikony programów
- bitmapy.

Te dane mogą być następnie użyte w trakcie działania programu przy pomocy interfejsu WinAPI. Dzięki zasobom segment danych programów w systemie Windows można łatwo modyfikować bez potrzeby dekompilacji/znajomości języków programowania (jeśli posiadamy kod źródłowy) programami typu Restorator, Resource Hacker, PE Explorer, tworząc np. nowe wersje językowe programów.

## Tworzenie zasobów programu w praktyce
Najpierw należy sporządzić tzw. skrypt zasobów, czyli plik tekstowy z rozszerzeniem *.rc, który może wyglądać np. tak:
```
1 ICON "kik.ico"                                            // ikona
2 BITMAP "potworek.bmp"                                     // bitmapa
3 CURSOR "kursorek.cur"                                     // kursor
```

```
STRINGTABLE                                                 // łańcuchy znaków
{
 400, "kółko i krzyżyk"
 401, "o grze"
 402, "gra w kółko i krzyżyk :)\nżyczę miłej zabawy"
 403, "o autorze"
 404, "kółko ma grać jako komputer?"
 405, "krzyżyk ma grać jako komputer?"
 406, "wersja 0.6.7 nie obsługuje rozgrywki z komputerem!"
}
```

```
5 MENU                                                      // menu
{
  POPUP "Gra"
      {
        MENUITEM "Nowa", 101
        MENUITEM SEPARATOR
        MENUITEM "Zakończ", 102
      }
 POPUP "Pomoc"
      {
        MENUITEM "o grze", 103
        MENUITEM "o autorze", 104
      }
}
```

```
6 DIALOG DISCARDABLE       20, 20, 163, 90                 // okno dialogowe
STYLE DS_MODALFRAME | WS_POPUP | WS_CAPTION | WS_SYSMENU
CAPTION "nowa gra"
FONT 8, "MS Sans Serif"
{
 LTEXT  "ile partii?",        211,   1,  63,  37, 13
 EDITTEXT                     201,  37,  60,  13, 12
 GROUPBOX "GRACZE",           212,   0,   8, 163, 51
   EDITTEXT                   202,  32,  20,  34, 13
   EDITTEXT                   203,  32,  38,  34, 13
   AUTORADIOBUTTON "komputer" 204,  72,  21,  42, 10, WS_GROUP
   AUTORADIOBUTTON "człowiek" 205, 117,  21,  42, 10
   AUTORADIOBUTTON "komputer" 206,  72,  39,  42, 10, WS_GROUP
   AUTORADIOBUTTON "człowiek" 207, 117,  39,  42, 10
 DEFPUSHBUTTON "OK"           208,  77,  63,  60, 23
}
```

```
7 VERSIONINFO          // Informacje o wersji pliku
 FILEVERSION 1,0,0,1
 PRODUCTVERSION 1,0,0,1
 FILEFLAGSMASK 0x17L
 FILEFLAGS 0x0L
 FILEOS 0x4L
 FILETYPE 0x0L
 FILESUBTYPE 0x0L
BEGIN
   BLOCK "StringFileInfo"
   BEGIN
       BLOCK "041504b0"
       BEGIN
           VALUE "Comments", "Komentarz pliku"
           VALUE "CompanyName", "Nazwa firmy"
           VALUE "FileDescription", "Opis pliku"
           VALUE "FileVersion", "1, 0, 0, 1"
           VALUE "InternalName", "Nazwa wewnętrzna"
           VALUE "LegalCopyright", "Copyright (C) 2007 Autor"
           VALUE "LegalTrademarks", "Znaki handlowe zastrzeżone"
           VALUE "OriginalFilename", "OryginalnaNazwaPliku.exe/dll"
           VALUE "ProductName", "Nazwa produktu"
           VALUE "ProductVersion", "1, 0, 0, 1"
       END
   END
   BLOCK "VarFileInfo"
   BEGIN
       VALUE "Translation", 0x415, 1200
   END
END
```

Jak widać, każdy element w skrypcie poprzedza identyfikator (liczba). Będzie on wykorzystywany w kodzie źródłowym programu/biblioteki DLL specyficznie dla danego elementu (i języka programowania) przy użyciu funkcji WinAPI.

Następnie skrypt zasobów należy skompilować narzędziem odpowiednim dla używanego IDE/zestawu narzędzi programistycznych (wówczas kompilator zasobów wygeneruje plik *.RES), by ostatecznie połączyć skompilowane zasoby z modułami kodu źródłowego programu/biblioteki DLL w procesie konsolidacji.